# Bram Morrison
Bramwell Morrison (* 18. Dezember 1940 in Toronto) ist ein kanadischer Schauspieler, Sänger und Gitarrist.

## Leben
Morrison begann seine Laufbahn am Broadway. Er wurde aber vor allem mit der Sharon, Lois & Bram’s Elephant Show, einer musikalischen Komödie für Kinder mit Sharon Hampson und Lois Lilienstein bekannt, die von 1984 bis 1988 als Fernsehserie in 64 Episoden bei der CBC lief. Vorausgegangen war 1982 der Film Sharon, Lois & Bram at Young People’s Theatre. Mit dem Album Sharon, Lois & Bram’s Elephant Show Record gewann das Trio 1989 Platin. Ihr Weihnachtsspecial Candles, Snow and Misteltoe wurde 1995 als bestes Kinderprogramm für einen Gemini Award nominiert. Die zweite Produktion des Trios war Skinnamarink TV, eine Serie in 52 Episoden, die 1998–99 bei der CBC und The Learning Channel lief. Das zugehörige Album wurde mit einem Juno Award als bestes Kinderalbum ausgezeichnet. 2002 wurde Morrison als Member des Order of Canada geehrt.